# محوطه آپیه مونه
محوطه آپیه مونه مربوط به هزاره ۱- دوران‌های تاریخی پس از اسلام است و در شهرستان کهگیلویه، روستای مونه واقع شده و این اثر در تاریخ ۷ مهر ۱۳۸۱ با شمارهٔ ثبت ۶۲۹۰ به‌عنوان یکی از آثار ملی ایران به ثبت رسیده است.